# Буонарроти (станция метро)
«Буонарро́ти» (итал. Buonarroti) — станция линии M1 Миланского метрополитена. Подземная станция, располагается под площадью Буонарроти (piazza Buonarroti) на западе центральной части Милана.

## История
Станция была открыта в составе первой очереди линии M1 (от станции «Сесто Марелли» до станции «Лотто») 1 ноября 1964 года.

## Особенности
Устройство станции «Буонарроти» подобно устройству почти всех станций первой очереди: подземное расположение с двумя путями — по одному для каждого направления и двумя боковыми платформами. Над станционным залом находится мезонин, в котором расположены входные турникеты и будка для сотрудников станции.
Станция находится на расстоянии 502 метров от станции «Амендола» и 543 метров от станции «Пагано».

## Оснащение
Оснащение станции:
- Эскалаторы
- Аппараты для продажи билетов
- Камеры видеонаблюдения